# Mindesmærker for Frédéric Chopin
Der findes mindesmærker for Frédéric Chopin i form af statuer og skulpturer over hele verden. Mange komponister har også komponeret værker til ære for Chopin og hvert femte år afholdes der en international konkurrence, der er helliget fremførelse af værker af Chopin. 
I 1909 komponerede den russiske komponist Sergej Ljapunov et “symfonisk digt til minde om Chopin” med titlen Zhelazova Vola, opus 37, (russisk: Жeлaзoвa Вoлa), en reference til Chopins fødested.
I 1926 blev en bronzestatue af Chopin designet af skulptøren Wacław Szymanowski indviet i den øvre del af Łazienki-parken i Warszawa i nærheden af alléen Aleje Ujazdowskie. Statuen, der var designet i 1907, skulle oprindeligt have været indviet i 1910 i anledning af hundredåret for Chopins fødsel, men dette blev udskudt på grund af uenighed om statuens udformning og efterfølgende af 1. Verdenskrigs udbrud.
Den 31. maj 1940, da Polen var under tysk besættelse, blev statuen ødelagt af nazisterne. I 1958, efter krigen var slut, blev statuen genopbygget. Siden 1959 er der blevet afholdt gratis eftermiddagskoncerter ved statuens sokkel på søndage i sommerhalvåret. Piletræet, som er en del af statuen, skal lede tankerne hen på en pianists fingre. Indtil 2007 var statuen verdens største monument over Chopin.
I Warszawas venskabsby Hamamatsu i Japan findes en kopi af Szymanowskis statue i skala 1:1. Der er også planer om at opføre en lignende kopi i Chicago. I Chicagos Chopin-park findes allerede en statue til minde om 200-året for hans fødsel.
På Symphony Circle foran Kleinhans Music Hall i Buffalo, New York, står en bronzebuste af Chopin.
Over hele verden findes der talrige andre mindesmærker over Chopin. Blandt de nyeste af disse er en modernistisk bronzeskulptur i Shanghai, Kina, som blev afsløret den 3. marts 2007. Skulpturen, der er en anelse større end Szymanowskis, er udført af Lu Pin.
Verdens ældste musikkonkurrence for et enkelt instrument, den internationale Chopin-konkurrence, er siden 1927 blevet afholdt i Warszawa hvert femte år.
Fryderyk Chopin-museet, der har til huse i palæet Zamek Ostrogskich i Warszawa, blev grundlagt i 1954. Det blev sat grundigt i stand i forbindelse med 200-året for Chopins fødsel (2010) og er det mest moderne museum i Polen.
Med mellemrum uddeles Grand prix du disque de F. Chopin for fremragende indspilninger af Chopins værker.
Hvert femte år afholder Fryderyk Chopin Instituttet i Warszawa en international konkurrence i Chopins navn, International Chopin Piano Competition, hvor kun værker af Chopin må fremføres. 
Polens største musikkonservatorium er opkaldt efter Chopin. Det samme er Warszawa Chopin Lufthavn, Chopin-krateret på Merkur og asteroiden 3784 Chopin.